# Route nationale 45 (Nouvelle-Zélande)
Pour les articles homonymes, voir Route nationale 45.
La State Highway 45 (SH 45) est une route nationale du réseau des routes nationales de Nouvelle-Zélande (en), qui a aussi le nom de la Surf Highway du fait du nombre important de spots de surf, qui sont accessibles à partir d’elle.

## Présentation
C’est une route à  deux  voies, à simple chaussée sur pratiquement toute sa longueur, avec des croisements à même niveau et des accès directs aux propriétés aussi bien en zones urbaines qu’en zone rurales.

## Trajet
La route SH 45 quitte la route State Highway 3/SH 3 (en) au coin de  Leach et d’Eliot streets au nord-est de la ville de New Plymouth.
Elle continue vers l’ouest le long de la “ New Plymouth one-way network” en direction de l’est vers Powderham et Courtenay streets puis dans Devon St ,West et South Road,  sortant de New Plymouth via la banlieue sud-ouest.
Elle se dirige ensuite vers le sud-ouest, le long la plaine côtière de la région de Taranaki, passant à travers les localités d’Oakura et Ōkato.
Au niveau de Cap Egmont (en), elle tourne au sud-est, suivant toujours la côte, passant la station de production électrique de Oaonui et à travers Opunake et Manaia avant de se terminer au nord d’un rond-point dans Hawera où elle rencontre à nouveau la SH 3.